# Taina
Taina ist eine US-amerikanische Comedyserie des Fernsehsenders Nickelodeon. Sie dreht sich um Taina und ihre Freunde, die zur Manhattan High School of the Performing Arts gehen und dort versuchen, ihre Träume zu verwirklichen und dabei in lustige Situationen geraten.

## Figuren

### Hauptfiguren
- Taina Morales (Christina Vidal) ist puerto-ricanischer Abstammung und besucht die Manhattan High School of the Performing Arts. Sie hat den Traum, später einmal Sängerin oder Schauspielerin zu werden.
- Renee Jones (Khaliah Adams) ist Tainas beste Freundin, die eine Karriere als Komikerin plant.
- Lamar Johnson (Chris Knowings) besucht die Schule um Journalist zu werden. Er arbeitet für die Schülerzeitung und ist in Taina verliebt.
- Daniel McDaniel (David Oliver Cohen) ist Lamars bester Freund. Er will Musiker werden und spielt mehrere Instrumente. Taina teilt sich einen Spind mit ihm.
- Maritza Hogg (LaTangela Newsome) ist Tainas Erzrivalin, die auch Sängerin und Tänzerin werden will.

### Nebenfiguren
Des Weiteren gehört eine Reihe wiederkehrender Nebenfiguren zum Ensemble der Serie. Dazu zählt Tainas Familie bestehend aus ihrer Mutter Gloria (Lisa Velez), ihrem Vater Eduardo (Josh Cruze) und ihrem kleinen Bruder Santito (Brandon Iglesias in Staffel 1, Jacob Urrutia in Staffel 2).

## Produktion und Ausstrahlung
Die Produktion der Sendung begann im Jahr 2000 als eine der letzten Sendungen in den Nickelodeon Studios in Orlando in Florida. Die Ausstrahlung begann am 14. Januar 2001 auf Nickelodeon, in den Folgewochen stiegen die Zuschauerzahlen an. Die zweite Staffel wurde bei Nickelodeon on Sunset in Hollywood gedreht. Nach der zweiten Staffel wurde die Serie eingestellt. In Deutschland wurde Taina nicht ausgestrahlt.

## Rezeption
2002 wurde Tania mit einem ALMA Award als Beste Kinderfernsehsendung ausgezeichnet. Nominiert waren außerdem Christina Vidal als Beste Schauspielerin einer Fernsehserie sowie Fracaswell Hyman & Maria Perez-Brown für das Beste Skript einer Drama- oder Comedyserie für die Folge Quinceanero.

## Episoden

### Staffel 1
| Nr. (ges.) | Nr. (St.) | Deutscher Titel | Originaltitel                | Erstausstrahlung USA | Deutschsprachige Erstausstrahlung (—) | Gastdarsteller      |
| ---------- | --------- | --------------- | ---------------------------- | -------------------- | ------------------------------------- | ------------------- |
| 1          | 1         | -               | Be Careful What You Wish For | 14. Jan. 2001        | -                                     | -                   |
| 2          | 2         | -               | Blue Mascara                 | 21. Jan. 2001        | -                                     | 3LW                 |
| 3          | 3         | -               | Quinceañero                  | 28. Jan. 2001        | -                                     | C-Note, Nick Cannon |
| 4          | 4         | -               | Mega Funds                   | 4. Feb. 2001         | -                                     | Joseph Lewis Thomas |
| 5          | 5         | -               | En Español                   | 11. Feb. 2001        | -                                     | -                   |
| 6          | 6         | -               | Charmed Bracelet             | 18. Feb. 2001        | -                                     | -                   |
| 7          | 7         | -               | I Want It That Way           | 25. Feb. 2001        | -                                     | -                   |
| 8          | 8         | -               | A Twitch In The Tail         | 4. März 2001         | -                                     | -                   |
| 9          | 9         | -               | Big Break                    | 11. März 2001        | -                                     | -                   |
| 10         | 10        | -               | Friend or Phone              | 18. März 2001        | -                                     | -                   |
| 11         | 11        | -               | Singing with the Enemy       | 25. März 2001        | -                                     | -                   |
| 12         | 12        | -               | Undercover                   | 1. Apr. 2001         | -                                     | MDO                 |
| 13         | 13        | -               | My Left Eye                  | 22. Apr. 2001        | -                                     | -                   |

### Staffel 2
| Nr. (ges.) | Nr. (St.) | Deutscher Titel | Originaltitel                   | Erstausstrahlung USA | Deutschsprachige Erstausstrahlung (—) | Gastdarsteller                      |
| ---------- | --------- | --------------- | ------------------------------- | -------------------- | ------------------------------------- | ----------------------------------- |
| 14         | 1         | -               | Crouching Actor, Hidden Chicken | 19. Jan. 2002        | -                                     | -                                   |
| 15         | 2         | -               | Sabotage                        | 26. Jan. 2002        | -                                     | Brooke Allison                      |
| 16         | 3         | -               | Scary Legend                    | 2. Feb. 2002         | -                                     | -                                   |
| 17         | 4         | -               | Test Friends                    | 9. Feb. 2002         | -                                     | -                                   |
| 18         | 5         | -               | Papi Don’t Preach               | 23. Feb. 2002        | -                                     | Nick Cannon, Teck Holmes            |
| 19         | 6         | -               | The Big Show                    | 2. März 2002         | -                                     | Liz Torres                          |
| 20         | 7         | -               | Crushin                         | 9. März 2002         | -                                     | -                                   |
| 21         | 8         | -               | Abuelo Knows Best               | 16. März 2002        | -                                     | Shakira, Luis Fonsi                 |
| 22         | 9         | -               | Bad Review                      | 23. März 2002        | -                                     | Solange Knowles                     |
| 23         | 10        | -               | Desperately Seeking Agent       | 6. Apr. 2002         | -                                     | Carlos Alazraqui, Melanie Chartoff  |
| 24         | 11        | -               | Starstruck                      | 13. Apr. 2002        | -                                     | Jill Michelle Melean, Kelly Rowland |
| 25         | 12        | -               | The Fear Factors                | 4. Mai 2002          | -                                     | MDO                                 |
| 26         | 13        | -               | Beyond The Music                | 11. Mai 2002         | -                                     | -                                   |